# Турбіна Любов Миколаївна
Любо́в Микола́ївна Турбіна́ (рос. Любовь Николаевна Турбина; нар. 17 липня 1942, Ашгабат, Туркменська РСР, СРСР) — російська поетеса, літературний критик, перекладачка, вчена-генетик, кандидат біологічних наук (1971). Дочка радянського генетика та селекціонера, академіка АН Білоруської РСР Н. В. Турбіна. Співробітниця Інституту світової літератури імені А. М. Горького РАН.

## Біографія
1964 року закінчила фізичний факультет Білоруського державного університету. 1971 року захистила кандидатську дисертацію з радіобіології. У 1965—1984 роках працювала в Інституті генетики АН БРСР. 1980 року заочно закінчила московський Літературний інститут імені А. М. Горького. У 1984—2000 роках — старший науковий співробітник відділу взаємозв'язків літератур Інституту літератури імені Янки Купали АН БРСР. Авторка робіт з літературних зв'язків між білоруською та тюркомовними літературами СРСР та СНД (азербайджанської, узбецької та туркменської), опублікованих у журналі «Весці АН БССР» (1989—1995). Паралельно викладала в Білоруській академії музики (курс «Поетика для композиторів», 1978—1989), Мінському інституті культури (курс російської радянської літератури, 1980—1984), Європейському гуманітарному університеті (курс російської поезії ХХ століття). 2001 року переїхала в Москву. З 2004 року працює у відділі літератури народів Російської Федерації та СНД Інституту світової літератури А. М. Горького РАН; займається білоруською літературою. Бере участь у міжнародних наукових симпозіумах, у тому числі у щорічних конференціях «Феномен заголовка», що проходять в Російському державному гуманітарному університеті.
Дебютувала як поетка 1974 року (публікації в мінській газеті «Знамення юності», журналі «Підйом»). Автор віршових збірок «Вулиця дитинства» (1981), «Місто любові» (1988; перевидана 2006), «Наша надія жива, якщо плачемо» (1991), «Сни-міста» (1993), «Чотири портрета» (1997), «Еклоги. Вірші та переклади» (2000), «Висковзаюче чудо» (2002), «Зворотний зір» (російською та болгарською мовами, 2005). Публіквалася в журналах «Юность», «Дружба народов», «©оюз Писателей», «Слово». Виступає як літературний критик та перекладач поезії з білоруської, української та болгарської мови. З 1990 року — член Спілки письменників Росіїref name=bio/>. Мешкає в Москві.